# Hot Girls, Bad Boys
Hot Girls, Bad Boys è il primo album in studio del gruppo musicale tedesco Bad Boys Blue, pubblicato nel 1985.

## Tracce
1. You're a Woman – 5:28
2. I Live – 4:52
3. Pretty Young Girl – 5:43
4. L.O.V.E. in My Car – 5:20
5. Kiss You All Over, Baby – 5:58
6. Hot Girls - Bad Boys – 4:09
7. For Your Love – 5:58
8. People of the Night – 5:00